# Saale-Unstrut-Elster-Rad-Acht
Die Saale-Unstrut-Elster-Rad-Acht ist eine 178 km lange regionale  touristische Radroute in Sachsen-Anhalt und Thüringen, welche die Radrouten entlang der Saale, Unstrut und Weißen Elster verbindet. Damit entstehen zwei miteinander verbundene Rundkurse (Ost- und Westroute) mit Naumburg im Zentrum, die im Kartenbild als liegende Acht (∞) erscheinen.

## Streckenprofil
Die Radroute führt überwiegend über befestigte Wege abseits der Hauptstraßen, jedoch kommen alle Oberflächenqualitäten vor. Auf einigen Abschnitten müssen Landstraßen mit mäßiger Verkehrsbelastung ohne besondere Berücksichtigung des Radverkehrs befahren werden. Auf sehr kurzen Abschnitten kann Schieben nötig sein. Die meisten Abschnitte sind wetterunabhängig befahrbar, soweit es frostfrei ist. Zu den naturnahe belassenen Abschnitten bestehen parallele Verbindungen auf schwach bis mäßig befahrenen Landstraßen.
Die Streckenführung wurde seit der ersten Ausweisung der Route in den 1990er Jahren mehrmals geändert. So ist beispielsweise eine nach Westen erweiterte Variante über Nebra (Unstrut) – Wendelstein – Wiehe – Lossa (Finne) bekannt. In Zukunft sind weitere Änderungen möglich. 

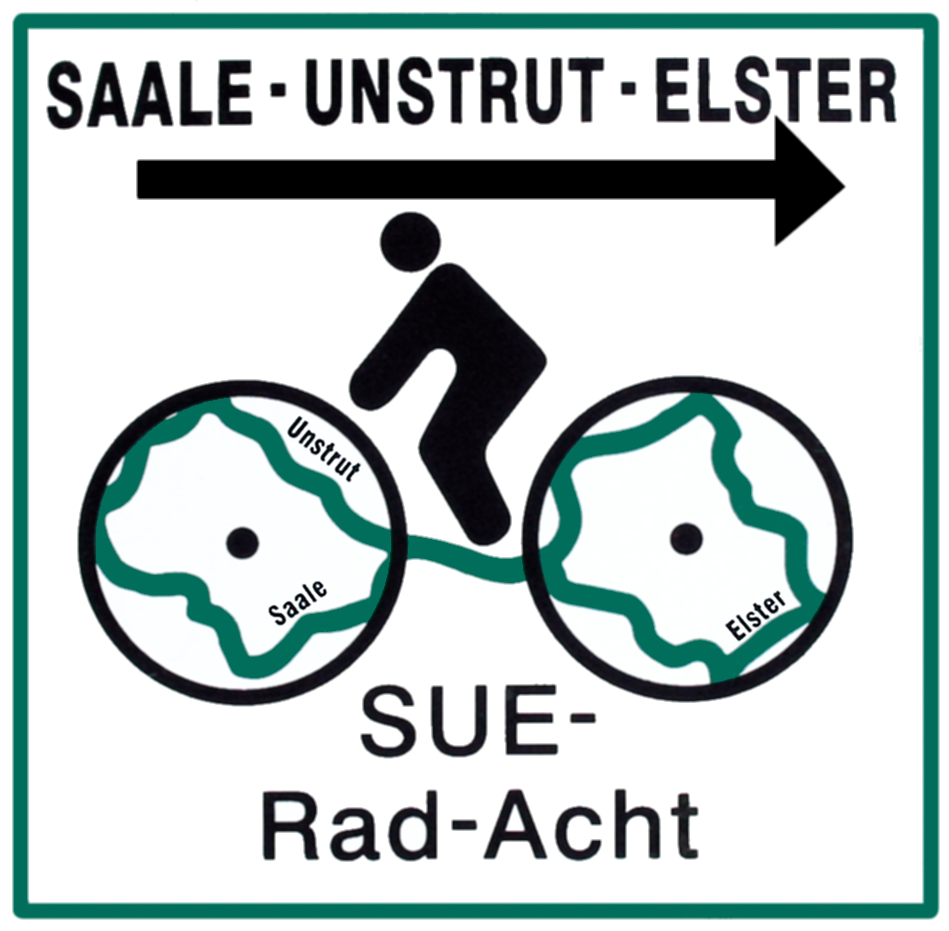
Altes Logo der Radroute, teilweise noch im Gebrauch